# ۶۴۵ (میلادی)
۶۴۵ (میلادی) ششصد و چهل و پنجمین سال تقویم میلادی است.
سال ۶۴۵ یک سال مشترک بود که از روز شنبه در تقویم ژولیانی آغاز می‌شد. نام‌گذاری ۶۴۵ برای این سال از اوایل قرون وسطی، زمانی که تقویم آنو دومینی به روش رایج در اروپا برای نامگذاری سال‌ها تبدیل شد، مورد استفاده قرار می‌گرفت.

## رویدادها[۱]
بر اساس مکان
امپراتوری بیزانس
اسکندریه با ظهور ناوگان بیزانس متشکل از 300 کشتی، علیه حکومت اعراب شورش می‌کند و نیروهای بیزانس شهر را بازپس می‌گیرند. عبدالله بن سعد، فرماندار عرب مصر، حمله‌ای را آغاز می‌کند و آن را بازپس می‌گیرد. او شروع به ساخت ناوگان مسلمانان می‌کند.
اروپا
افلاطون، حاکم امپراتوری راونا، به دره جنوبی پو حمله می‌کند. لومباردها به رهبری شاه روتاری او را در سواحل رودخانه پانارو (نزدیک مودنا) شکست می‌دهند؛ ۸۰۰۰ سرباز امپراتوری کشته می‌شوند.
بریتانیا
شاه سنوال از وسکس توسط برادرزنش، شاه پندا از مرسیا (به گفته بید) از پادشاهی خود رانده می‌شود. او به دربار شاه آنا از آنگلیای شرقی فرار می‌کند و در تبعید غسل تعمید داده می‌شود. پندا وسکس را تصرف می‌کند.
گویند و بخش زیادی از ولز در قحطی فرو رفته است. کادوالادر فندیگاید، که قرار بود پادشاه شود، به بریتانی فرار می‌کند. جنگ داخلی در پادشاهی او ادامه دارد (تاریخ تقریبی).
ژاپن
۱۰ ژوئیه - حادثه ایشی: شاهزاده ناکا-نو-اوئه و فوجیوارا نو کاماتاری، سوگا نو ایروکا را در جریان کودتایی در کاخ امپراتوری ترور کردند.
ملکه کوگیوکو مجبور شد تاج و تخت را به نفع برادر کوچکترش کوتوکو، ۴۹ ساله، که سی و ششمین امپراتور ژاپن می‌شود، واگذار کند.
ناکا-نو-اوئه ولیعهد و نخست وزیر می‌شود. هواداران نایب‌السلطنه نیمه افسانه‌ای، شاهزاده شوتوکو، در ژاپن برتری پیدا می‌کنند.
کوتوکو شهری جدید در نانیوا می‌سازد و پایتخت را از استان یاماتو منتقل می‌کند. پایتخت دارای یک بندر دریایی است که تجارت خارجی و روابط دیپلماتیک را برقرار می‌کند. امپراتور کوتوکو اصلاحات تایکا را برقرار می‌کند: اصلاحات ارضی مبتنی بر ایده‌ها و فلسفه‌های کنفوسیوسی از چین (تاریخ تقریبی).
اولین ننگو، برگرفته از سیستم دوره‌های چینی (نیانهائو) با دوره تایکا آغاز می‌شود.
چین
۱ مه - اولین درگیری جنگ گوگوریو-تانگ: یک ارتش اعزامی چینی به فرماندهی امپراتور تایزونگ از تانگ از رودخانه لیائو عبور کرده و وارد گوگوریو (یکی از سه پادشاهی کره) می‌شود.
۱۸ ژوئیه - نیروهای تانگ به فرماندهی لی شیجی که به سمت جنوب شرقی و به سمت رودخانه یالو در حرکت بودند، قلعه استراتژیک شهر آنسی (در استان لیائونینگ) را محاصره کردند.
سپتامبر - تایزونگ قادر به تصرف قلعه آنسی که توسط ژنرال کره‌ای یانگ مانچون محافظت می‌شد، نیست. ذخایر غذایی رو به اتمام است، او نیروهای خود را عقب می‌کشد و به محاصره آنسی پایان می‌دهد.
۱۳ اکتبر - امپراتور تایزونگ مجبور می‌شود دستور عقب‌نشینی از گوگوریو را صادر کند.
بر اساس موضوع
دین
شوان‌زانگ، راهب بودایی چینی، پس از ۱۶ سال زیارت هند به چین بازمی‌گردد. امپراتور تایزونگ با احترام فراوان از او استقبال می‌کند.
بتکده غاز وحشی غول‌پیکر در معبد سی‌ان، شی‌آن (شانشی) برای اولین بار در دوران سلسله تانگ (تاریخ تقریبی) ساخته شد.

## زادگان[۲]
اتلرد، پادشاه مرسیا (تاریخ تقریبی)
اکفریت، پادشاه نورثومبریا (تاریخ تقریبی)
جیتو، ملکه ژاپن (متوفی ۷۰۳)
یوحنای دمشقی، پدر کلیسای سوریه (یا ۶۷۶)
مجاهد بن جبر، محقق عربی (یا ۶۴۲)
یزید اول، خلیفه مسلمان (متوفی ۶۸۳)

## درگذشتگان[۳]
۲۶ آوریل – ریچاریوس، زاهد و راهب فرانکی
۱۰ ژوئیه – سوگا نو ایروکا، دولتمرد ژاپن
۲۱ اکتبر – ژنژو خان، خان شوئیانتوئو
تاریخ نامشخص
الخنساء، شاعر عرب (متولد ۵۷۵)
سن ونبن، صدراعظم و ویراستار کتاب ژو (متولد ۵۹۵)
لی چنگ‌چیان، ولیعهد سلسله تانگ
سوگا نو امیشی، دولتمرد ژاپن (متولد ۵۸۷)

یان شیگو، نویسنده چینی سلسله تانگ (متولد ۵۸۱)‎